# Montuhotep
A Montuhotep (mnṯw-ḥtp, „Montu elégedett”) ókori egyiptomi név. Híres viselői:

## Fáraók
- I. Montuhotep fáraó (XI. dinasztia)
- II. Montuhotep fáraó (XI. dinasztia)
- III. Montuhotep fáraó (XI. dinasztia)
- IV. Montuhotep fáraó (XI. dinasztia)
- V. Montuhotep fáraó (XIII. dinasztia)
- VI. Montuhotep fáraó (XVI. dinasztia)
- Montuhotepi fáraó (II. átmeneti kor)

## Egyéb személyek
- Montuhotep, kincstárnok I. Szenuszert idején (XII. dinasztia)
- Montuhotep, a XIII. dinasztiabeli III. Szobekhotep fáraó apja.[1]
- Montuhotep, az előbb említett Montuhotep unokája, annak Szeneb nevű fia révén. Apjának egy ma Bécsben őrzött sztéléjén említik szüleivel, Szenebbel és Nebtittel, valamint fivérével és nővéreivel (Szobekhotep, Iuhetibu, Henut) együtt. Címe: „a kutyatartók segédje”.[2]
- Montuhotep királyné (XVI. dinasztia)
- Montuhotep, királyi írnok a XXIII. dinasztia idején, talán III. Takelot fáraó unokája. Takelot egy másik unokáját, Tamitot vette feleségül. Egy fej nélküli szobra ma Tübingenben található, említik rajta apját, Pediamonneszuttauit, aki Ámon harmadik prófétája volt, illetve anyját, Anhkaroma hercegnőt, aki talán Takelot leánya volt. Leánytestvére Dzsedmuteszanh, fia Dzsedptahiufanh.[3]
- Montuhotep, vezír a XXV. dinasztia idején, Taharka fáraó veje.